# Bandidus tibooburranensis
Bandidus tibooburranensis là một loài côn trùng trong họ Myrmeleontidae thuộc bộ Neuroptera. Loài này được New miêu tả năm 1985.